# Xplosión
Xplosión es el segundo álbum de estudio del cantante puertorriqueño Vico C, lanzado el 14 de septiembre de 1993 por BMG Music. El álbum consolidó la proyección internacional de Vico C y es considerado una obra fundamental del hip hop en español y precursora del género reggaetón.

## Antecedentes
En 1992, Vico C había lanzado dos sencillos exitosos que obtuvieron certificaciones de disco de oro y platino: «Saboréalo» y «María», respectivamente. Estos temas fueron posteriormente incluidos en el álbum Xplosión, junto con otros éxitos como «Base y Fundamento», «Baby Quiero Hacerlo», «Cosa Nuestra», «Pa Mi Colección» y la canción título. El éxito de estos sencillos pavimentó el camino para el lanzamiento del álbum completo al año siguiente.

## Contenido musical
El álbum contiene canciones que incorporan diversos samples de artistas reconocidos:
- «Base y Fundamento» utiliza el sample de Love Will Never Do de Janet Jackson
- «Saboréalo» incorpora elementos de Express Yourself de Dr. Dre
- «Baby Quiero Hacerlo» contiene un sample de Baby You Can Do It de The S.O.S. Band[6]
- «María» está basada en Get Up, Get into It, Get Involved de James Brown

### Experimentación temática
Una característica notable del álbum es la inclusión de la canción «Él», considerada por algunos como uno de los primeros ejemplos de rap cristiano en español. Esta canción refleja las creencias religiosas de Vico C, quien desde 1993 se identificaba como cristiano, aunque su conversión completa se consolidaría posteriormente tras su accidente.

## Producción
El álbum fue producido principalmente por:
- Barón López - Arreglos, programación, grabación y mezcla
- Isaac Young y Stanley Kanashige - Arreglos musicales y producción de pistas
- Elvis Cabrera - Mezcla y edición

La grabación se realizó en Prime Pro Studio, y el álbum fue manufacturado y distribuido por BMG Music.

## Contexto personal del artista
Durante la época de lanzamiento del álbum, Vico C atravesó por un período turbulento en su vida personal. Tras un accidente de motocicleta en República Dominicana durante una gira, sufrió graves lesiones en una pierna que casi requirió amputación. Durante su hospitalización, desarrolló adicción a la morfina y posteriormente a la heroína, según se relata en su película autobiográfica Vico C: La Vida del Filósofo. Este accidente marcó un punto de inflexión que eventualmente lo llevaría a una conversión religiosa más profunda.

## Lista de canciones
| N.º             | Título                  | Duración        | Compositor(es)  | Productor(es)/Arreglos | Notas adicionales |
| --------------- | ----------------------- | --------------- | --------------- | --- | --- |
| 1               | «Base y Fundamento»     | 3:55            | Vico C          | Arreglos, programación y grabación: Barón López Mezcla: Elvis Cabrera                                                                 | Sample: "Love Will Never Do" de Janet Jackson                                                                                   |
| 2               | «Así Es Que Va a Sonar» | 4:03            | Vico C          | Arreglos: Isaac Young, Stanley Kanashige Programación: Barón López Mezcla: Elvis Cabrera                                              | |
| 3               | «Saboréalo»             | 4:18            | Vico C          | Pistas musicales: Isaac Young, Stanley Kanashige Mezcla y grabación: Barón López                                                      | Sample: "Express Yourself" de Dr. Dre Coros: Crysell, Paradise, Sonia                                                           |
| 4               | «Baby Quiero Hacerlo»   | 4:39            | Vico C          | Arreglos, producción musical, mezcla y grabación: Barón López Pistas musicales: Isaac Young, Stanley Kanashige Edición: Elvis Cabrera | Sample: "Baby You Can Do It" de The S.O.S. Band                                                                                 |
| 5               | «Él»                    | 3:51            | Vico C          | Arreglos y pistas musicales: Stanley Kanashige Pistas musicales y producción: Isaac Young Mezcla y grabación: Barón López             | Considerada una de las primeras canciones de rap cristiano en español Coros: César Flores, Iris Martínez, Vico C, Yanira Torres |
| 6               | «Cosa Nuestra»          | 3:54            | Vico C          | Arreglos: Barón López Mezcla: Elvis Cabrera                                                                                           | |
| 7               | «Boom Boom»             | 3:26            | Vico C          | | |
| 8               | «María»                 | 4:11            | Vico C          | Arreglos: Barón López Producción: Isaac Young, Stanley Kanashige                                                                      | Sample: "Get Up, Get into It, Get Involved" de James Brown Disco de platino como sencillo (1992)                                |
| 9               | «Pa' Mi Colección»      | 4:07            | Vico C          | Arreglos: July Heredia Edición y mezcla: Elvis Cabrera Mezcla adicional: Orlando Collado                                              | Percusión de mambo: Santy García                                                                                                |
| 10              | «Xplosión»              | 4:22            | Vico C          | Productor musical: Vico C, Barón López Mezcla: Roni Torres Edición: Elvis Cabrera                                                     | Bajo: Elvis García, Ramón Irizarry Batería: Ito Colón Guitarra: Chevy Voz adicional: Lizzy Estrella                             |
| Duración total: | Duración total:         | Duración total: | Duración total: | Duración total: | 40:46 |

## Personal

### Músicos
- Vico C - Voz principal, compositor, productor musical
- Barón López - Arreglos, programación, grabación, mezcla, productor musical
- Isaac Young - Saxofón, arreglos musicales, productor musical
- Stanley Kanashige - Bajo (pistas 1-9), arreglos, productor musical
- Elvis García y Ramón Irizarry - Bajo (pista 10)
- Ito Colón - Batería (pista 10)
- Chevy - Guitarra (pista 10)
- Lizzy Estrella - Voz (pista 10)

### Coros
- Crysell, Paradise, Sonia - Coros en «Saboréalo»
- César Flores, Iris Martínez, Yanira Torres - Coros en «Él»

### Producción
- Jorge Oquendo y Miguel Correa - Productores ejecutivos
- Elvis Cabrera - Mezcla y edición
- Roni Torres - Mezcla (pista 10)
- July Heredia - Arreglos (pista 9)
- Orlando Collado - Mezcla adicional (pista 9)
- Santy García - Percusión de mambo (pista 9)

### Arte y fotografía
- Johnny Oquendo - Dirección artística
- Rafi Claudio - Fotografía

## Impacto y legado
Xplosión marcó un hito en la carrera de Vico C al consolidar su estatus como pionero del rap en español y precursor del reggaetón. El álbum demostró la versatilidad del artista al incorporar elementos de diversos géneros musicales mientras mantenía una fuerte identidad latina.
En 1998, se incluyó una nueva versión de la canción título «Xplosión» en el álbum Aquel que había muerto, con nuevos arreglos musicales.

## Información técnica
- Formato: CD, Estéreo
- Catálogo: 74321-14736-2
- Código de barras: 7 4321-14736-2 0
- País de lanzamiento: Estados Unidos
- Grabado en: Prime Pro Studio
- Manufacturado por: BMG Music
- Distribuido por: BMG Music

## Videos oficiales
- «Xplosión» - Video oficial remasterizado en 4K[10]